# Seventh Son of a Seventh Son
Seventh Son of a Seventh Son (с англ. — «Седьмой сын седьмого сына») — седьмой студийный альбом британской хэви-метал-группы Iron Maiden, изданный 11 апреля 1988 года.
Журнал Metal Hammer включил Seventh Son of a Seventh Son в 200 лучших рок-альбомов всех времён, а американский онлайн-журнал Loudwire — в список топ-25 альбомов прогрессивного метала (на 11-е месте).

## Об альбоме
Seventh Son of a Seventh Son — первый концептуальный альбом группы: несмотря на отсутствие текстовых интерлюдий, его песни складываются в приблизительный сюжет. Это рассказ о Седьмом Сыне Седьмого Сына, ребёнке, с рождения наделенном сверхъестественными способностями к предвидению. История базируется на книгах Орсона Скотта Карда.
Seventh Son of a Seventh Son стал четвёртой пластинкой группы, в записи которой принял участие классический состав: (Брюс Дикинсон — вокал, Стив Харрис — бас-гитара, Дейв Мюррей — гитара, Эдриан Смит — гитара, Нико МакБрэйн — ударные). На альбоме вновь замечено появление клавишных инструментов и гитарных синтезаторов.
Обложка альбома выполнена бессменным на тот период оформителем группы Дереком Риггсом.

## Список композиций
| # | Оригинальное название        | Перевод                           | Музыка / Слова                          | Время |
| - | ---------------------------- | --------------------------------- | --------------------------------------- | ----- |
| 1 | Moonchild                    | Лунное дитя                       | Брюс Дикинсон, Эдриан Смит              | 5:40  |
| 2 | Infinite Dreams              | Бесконечные сны                   | Стив Харрис                             | 6:08  |
| 3 | Can I Play with Madness      | Могу ли я играть с безумием?      | Брюс Дикинсон, Эдриан Смит, Стив Харрис | 3:31  |
| 4 | The Evil That Men Do         | Зло, творимое людьми              | Брюс Дикинсон, Эдриан Смит, Стив Харрис | 4:33  |
| 5 | Seventh Son of a Seventh Son | Седьмой сын седьмого сына         | Стив Харрис                             | 9:53  |
| 6 | The Prophecy                 | Пророчество                       | Дейв Мюррей, Стив Харрис                | 5:05  |
| 7 | The Clairvoyant              | Ясновидящий                       | Стив Харрис                             | 4:27  |
| 8 | Only the Good Die Young      | Только достойные умирают молодыми | Брюс Дикинсон, Стив Харрис              | 4:42  |

### Песни
- Infinite Dreams продолжает мистическую тему альбома, говоря о ком-то, кто замучен не поддающимися объяснению снами и кошмарами. Этот человек мог быть Седьмым Сыном первого поколения, то есть, отец грядущего Седьмого Сына. Похоже, что у этого образа есть также определённое количество не поддающихся объяснению полномочий, хотя он и не понимает значения своих видений и вещих снов. Лирика исследует тему реальности и того, что может существовать вне смерти. Одна из композиций Iron Maiden, где ярко выражены элементы прогрессивного металла.
- Can I Play with Madness — первый сингл альбома. Композиция повествует о молодом человеке (вероятно, о Седьмом Сыне отца Седьмого Сына), пытающегося заглянуть в будущее с помощью старого пророка с хрустальным шаром. Возможно, он пытается обратиться за помощью к пророку и потому, чтобы понять свои видения и кошмары. Он очевидно думает, что он сходит с ума и не верит тому, что пророк говорит.
- The Evil That Men Do. Название этой песни взято из пьесы Уильяма Шекспира «Юлий Цезарь». Это — часть речи Марка Антония, обращающегося к толпе римлян после убийства Цезаря, защищая более не существующего правителя и косвенно осуждая Брута, одного из убийц.

«Друзья, римляне, жители страны, слушайте меня; я приехал, чтоб Цезаря земле предать, а не хвалить его. Зло, творимое людьми при жизни, остаётся после них, польза, часто уходит в землю с их костями…». Юлий Цезарь. Акт III, Сцена 2.
Песня, однако, не связана с лирикой Шекспира. Тот, кто рассказывает эту историю, является, скорее всего, первым Седьмым Сыном, но не ясно, с чьей дочерью он «спал в пыли». Но он любит ту женщину («я кровь пролил бы за неё»), но, кажется, так или иначе, потерял контакт с нею («Если бы я только мог снова её видеть»). Остальная часть лирики намекает на Седьмого Сына, пытающегося покончить жизнь самоубийством. Возможно его видения слишком много значат для него. Однако, у него всё ещё есть надежда возвратиться снова…
- Seventh Son of a Seventh Son начинается с рождения ребёнка, который является наследником особых, не поддающихся объяснению полномочий. Зло и добро он считает своими инструментами, с помощью которых можно сотворить что угодно, но, поскольку полномочия принадлежат ему, то нужно дать свободу выбора использовать их. Исцеление и ясновидение — его главные признаки, и есть также признак, что будущее уже установлено и не может быть изменено независимо от того что: «Таким образом это должно быть написано, таким образом это должно быть сделано.» Это даёт подсказку о следующих событиях, которые приведут к неприятности, в которую попадёт Седьмой Сын Седьмого Сына.

Ещё одна композиция коллектива, где выражены элементы прогрессивного металла.

### Переиздания
Альбом несколько раз переиздавался.
Переиздание диска 1995 года имеет бонус-диск, содержащий треки:
1. «Black Bart Blues» — 6:41
2. «Massacre» (Brian Downey, Phil Lynott, Scott Gorham) — 2:53
3. «Prowler 88» — 4:07
4. «Charlotte the Harlot 88» — 4:11
5. «Infinite Dreams (live)» — 6:03
6. «The Clairvoyant (live)» — 4:27
7. «The Prisoner (live)» — 6:09
8. «Killers (live)» — 5:03
9. «Still Life (live)» — 4:38

## Участники записи
- Брюс Дикинсон — вокал
- Стив Харрис — лидер-бас, басовый синтезатор
- Эдриан Смит — лидер-гитара, ритм-гитара, гитарный синтезатор
- Дэйв Мюррей — лидер-гитара, ритм-гитара, гитарный синтезатор
- Нико МакБрэйн — ударные